# Campeonato Mundial de Remo de 2022
El L Campeonato Mundial de Remo se celebró en Račice (República Checa) entre el 18 y el 25 de septiembre de 2022 bajo la organización de la Federación Internacional de Sociedades de Remo (FISA) y la Federación Checa de Remo.
Las competiciones se realizaron en el Centro Internacional de Regatas de Račice de la ciudad checa.

## Medallistas

### Masculino
| Evento                               | Oro | Plata | Bronce |
| ------------------------------------ | --- | --- | --- |
| Scull individual M1X (25.09)         | Oliver Zeidler · Alemania · 6:48,67 | Melvin Twellaar · Países Bajos · 6:50,12 | Graeme Thomas Reino Unido 6:51,44 |
| Doble scull M2X (25.09)              | Hugo Boucheron Matthieu Androdias Francia 6:09,34 | Aleix García Pujolar · Rodrigo Conde Romero · España · 6:10,52 | David Bartholot Caleb Antill Australia 6:11,92 |
| Cuatro scull M4X (24.09)             | Dominik Czaja · Mateusz Biskup · Mirosław Ziętarski · Fabian Barański · Polonia · 5:40,08                                                                   | Harry Leask George Bourne Matthew Haywood Thomas Barras Reino Unido 5:40,97 | Nicolò Carucci · Andrea Panizza · Luca Chiumento · Giacomo Gentili · Italia · 5:42,14                                                                     |
| Dos sin timonel M2- (24.09)          | Marius Cozmiuc · Sergiu Bejan · Rumania · 6:28,06 | Jaime Canalejo Pazos · Javier García Ordóñez · España · 6:29,27 | Oliver Wynne-Griffith Thomas George Reino Unido 6:30,86                                                                                                   |
| Cuatro sin timonel M4- (24.09)       | William Stewart Samuel Nunn David Ambler Frederick Davidson Reino Unido 5:48,29                                                                             | Alexander Purnell Spencer Turrin Jack Hargreaves Joseph O'Brien Australia 5:50,48 | Ralf Rienks · Ruben Knab · Sander de Graaf · Rik Rienks · Países Bajos · 5:51,85                                                                          |
| Ocho con timonel M8+ (25.09)         | Rory Gibbs Morgan Bolding David Bewicke-Copley Sholto Carnegie Charles Elwes Thomas Digby James Rudkin Thomas Ford Harry Brightmore (t) Reino Unido 5:24,41 | Nicolas van Sprang · Lennart van Lierop · Abe Wiersma · Jacob van de Kerkhof · Michiel Mantel · Mick Makker · Guus Mollee · Guillaume Krommenhoek · Dieuwke Fetter (t) · Países Bajos · 5:25,52 | Rohan Lavery Nicholas Lavery Henry Youl Benjamin Canham Angus Widdicombe Sam Hardy William O'Shannessy Jackson Kench Kendall Brodie (t) Australia 5:27,72 |
| Scull individual ligero LM1X (23.09) | Gabriel Soares · Italia · 7:03,40 | Antonios Papakonstantinu · Grecia · 7:05,42 | Rajko Hrvat Eslovenia 7:08,66 |
| Doble scull ligero LM2X (24.09)      | Fintan McCarthy Paul O'Donovan Irlanda 6:16,46 | Pietro Ruta · Stefano Oppo · Italia · 6:19,11 | Stanislav Kovalov · Ihor Jmara · Ucrania · 6:19,53 |
| Cuatro scull ligero LM4X (23.09)     | Antonio Vicino · Alessandro Benzoni · Niels Torre · Patrick Rocek · Italia · 5:56,66                                                                        | Sun Man Chen Sensen Jiang Xuke Ma Yule China 5:59,27 | Johannes Ursprung · Simon Klüter · Fabio Kress · Joachim Agne · Alemania · 5:59,47                                                                        |
| Dos sin timonel ligero LM2- (23.09)  | Alessandro Durante · Giovanni Ficarra · Italia · 6:47,69 | Bence Szabó · Kálmán Furkó · Hungría · 6:51,49 | Jiří Kopáč · Milan Viktora · República Checa · 6:51,64 |

### Femenino
| Evento                               | Oro | Plata | Bronce |
| ------------------------------------ | --- | --- | --- |
| Scull individual W1X (25.09)         | Karolien Florijn · Países Bajos · 7:31,66 | Emma Twigg Nueva Zelanda 7:34,03 | Tara Rigney Australia 7:36,96 |
| Doble scull W2X (25.09)              | Nicoleta-Ancuța Bodnar · Simona Radiș · Rumania · 6:47,77 | Roos de Jong · Laila Youssifou · Países Bajos · 6:51,02 | Sanita Pušpure Zoe Hyde Irlanda 6:52,81 |
| Cuatro scull W4X (24.09)             | Chen Yunxia Zhang Ling Lyu Yang Cui Xiaotong China 6:17,49 | Nika Vos · Tessa Dullemans · Ilse Kolkman · Bente Paulis · Países Bajos · 6:18,68 | Jessica Leyden Lola Anderson Georgina Brayshaw Lucy Glover Reino Unido 6:21,25 |
| Dos sin timonel W2- (24.09)          | Grace Prendergast Kerri Williams Nueva Zelanda 7:03,76 | Ymkje Clevering · Veronique Meester · Países Bajos · 7:06,02 | Madeleine Wanamaker Claire Collins Estados Unidos 7:08,03 |
| Cuatro sin timonel W4- (24.09)       | Heidi Long Rowan McKellar Samantha Redgrave Rebecca Shorten Reino Unido 6:26,40 | Marloes Oldenburg · Benthe Boonstra · Hermine Drenth · Tinka Offereins · Países Bajos · 6:28,63                                                                                               | Lucy Stephan Katrina Werry Bronwyn Cox Annabelle McIntyre Australia 6:29,29 |
| Ocho con timonel W8+ (25.09)         | Maria-Magdalena Rusu · Iuliana Buhuș · Adriana Ailincăi · Maria Tivodariu · Mădălina Bereș · Amalia Bereș · Ioana Vrînceanu · Simona Radiș · Victoria-Ştefania Petreanu (t) · Rumania · 6:01,14 | Benthe Boonstra · Laila Youssifou · Hermine Drenth · Marloes Oldenburg · Roos de Jong · Tinka Offereins · Ymkje Clevering · Veronique Meester · Aniek van Veenen (t) · Países Bajos · 6:05,04 | Jessica Sevick · Gabrielle Smith · Morgan Rosts · Kirsten Edwards · Alexis Cronk · Kasia Gruchalla-Wesierski · Avalon Wasteneys · Sydney Payne · Kristen Kit (t) · Canadá · 6:07,51 |
| Scull individual ligero LW1X (23.09) | Ionela-Livia Cozmiuc · Rumania · 7:42,59 | Martine Veldhuis · Países Bajos · 7:44,48 | Jackie Kiddle Nueva Zelanda 7:44,98 |
| Doble scull ligero LW2X (24.09)      | Emily Craig Imogen Grant Reino Unido 6:54,78 | Mary Reckford Michelle Sechser Estados Unidos 6:57,92 | Aoife Casey Margaret Cremen Irlanda 7:00,62 |
| Cuatro scull ligero LW4X (23.09)     | Ilaria Corazza · Giulia Mignemi · Silvia Crosio · Arianna Noseda · Italia · 6:38,14 | Grace D'Souza Sarah Maietta Cara Stawicki Elizabeth Martin Estados Unidos 7:00,17 | — |
| Dos sin timonel ligero LW2- (23.09)  | Maria Zerboni · Samantha Premerl · Italia · 7:38,19 | Solveig Imsdahl Elaine Tierney Estados Unidos 7:43,84 | Sophia Wolf · Eva Hohoff · Alemania · 7:54,97 |

## Medallero
| Núm. | País            | Oro | Plata | Bronce | Total |
| ---- | --------------- | --- | ----- | ------ | ----- |
| 1    | Italia          | 5   | 1     | 1      | 7     |
| 2    | Reino Unido     | 4   | 1     | 3      | 8     |
| 3    | Rumania         | 4   | 0     | 0      | 4     |
| 4    | Países Bajos    | 1   | 8     | 1      | 10    |
| 5    | Nueva Zelanda   | 1   | 1     | 1      | 3     |
| 6    | China           | 1   | 1     | 0      | 2     |
| 7    | Alemania        | 1   | 0     | 2      | 3     |
| 7    | Irlanda         | 1   | 0     | 2      | 3     |
| 9    | Francia         | 1   | 0     | 0      | 1     |
| 9    | Polonia         | 1   | 0     | 0      | 1     |
| 11   | Estados Unidos  | 0   | 3     | 1      | 4     |
| 12   | España          | 0   | 2     | 0      | 2     |
| 13   | Australia       | 0   | 1     | 4      | 5     |
| 14   | Grecia          | 0   | 1     | 0      | 1     |
| 14   | Hungría         | 0   | 1     | 0      | 1     |
| 16   | Canadá          | 0   | 0     | 1      | 1     |
| 16   | Eslovenia       | 0   | 0     | 1      | 1     |
| 16   | República Checa | 0   | 0     | 1      | 1     |
| 16   | Ucrania         | 0   | 0     | 1      | 1     |
|      | TOTAL           | 20  | 20    | 19     | 59    |